# Hagtjärnen (Ärtemarks socken, Dalsland)
Hagtjärnen är en sjö i Bengtsfors kommun i Dalsland och ingår i Göta älvs huvudavrinningsområde.